# Coxapopha
Genre
Coxapopha est un genre d'araignées aranéomorphes de la famille des Oonopidae.

## Distribution
Les espèces de ce genre se rencontrent au Brésil, au Pérou, en Argentine et au Panamá.

## Liste des espèces
Selon World Spider Catalog (version 16.0, 02/02/2015) :
- Coxapopha bare Ott & Brescovit, 2004
- Coxapopha caeca (Birabén, 1954)
- Coxapopha carinata Ott & Brescovit, 2004
- Coxapopha diblemma Platnick, 2000
- Coxapopha yuyapichis Ott & Brescovit, 2004

## Publication originale
- Platnick, 2000 : On Coxapopha, a new genus of the spider family Oonopidae from Panama (Araneae Haplogynae). Memorie de la Societá Entomologica Italiana, vol. 78, p. 403-410.